# 쇼기 (음악가)
쇼기(본명: 공인석, 1974년 6월 11일 ~ )는 대한민국의 베이시스트이다. 1998년, 닥터코어 911을 결성한 바 있다. 2001년에 상상밴드를 결성해서 활동한 적이 있었으며, 한때 가수 싸이의 콘서트 세션을 맡기도 했다. 현재는 닥터코어 911의 소속멤버로 활동중이다.

## 학력
- 중앙대학교 생물공학과

## 디스코그래피
- 1집 《Tea Bag》 (2010.09.02)